# Blepharosis grumi
Blepharosis grumi är en fjärilsart som beskrevs av Alphéraky 1892. Blepharosis grumi ingår i släktet Blepharosis och familjen nattflyn. Inga underarter finns listade i Catalogue of Life.